# Holland, Texas
Holland là một thị trấn thuộc quận Bell, tiểu bang Texas, Hoa Kỳ. Năm 2010, dân số của thị trấn này là 1121 người.

## Dân số
- Dân số năm 2000: 1102 người.
- Dân số năm 2010: 1121 người.